# Michael Schemke
Michael Schemke (* 5. März 1961) war Polizeibeamter und Inspekteur der Polizei des Landes Nordrhein-Westfalen.

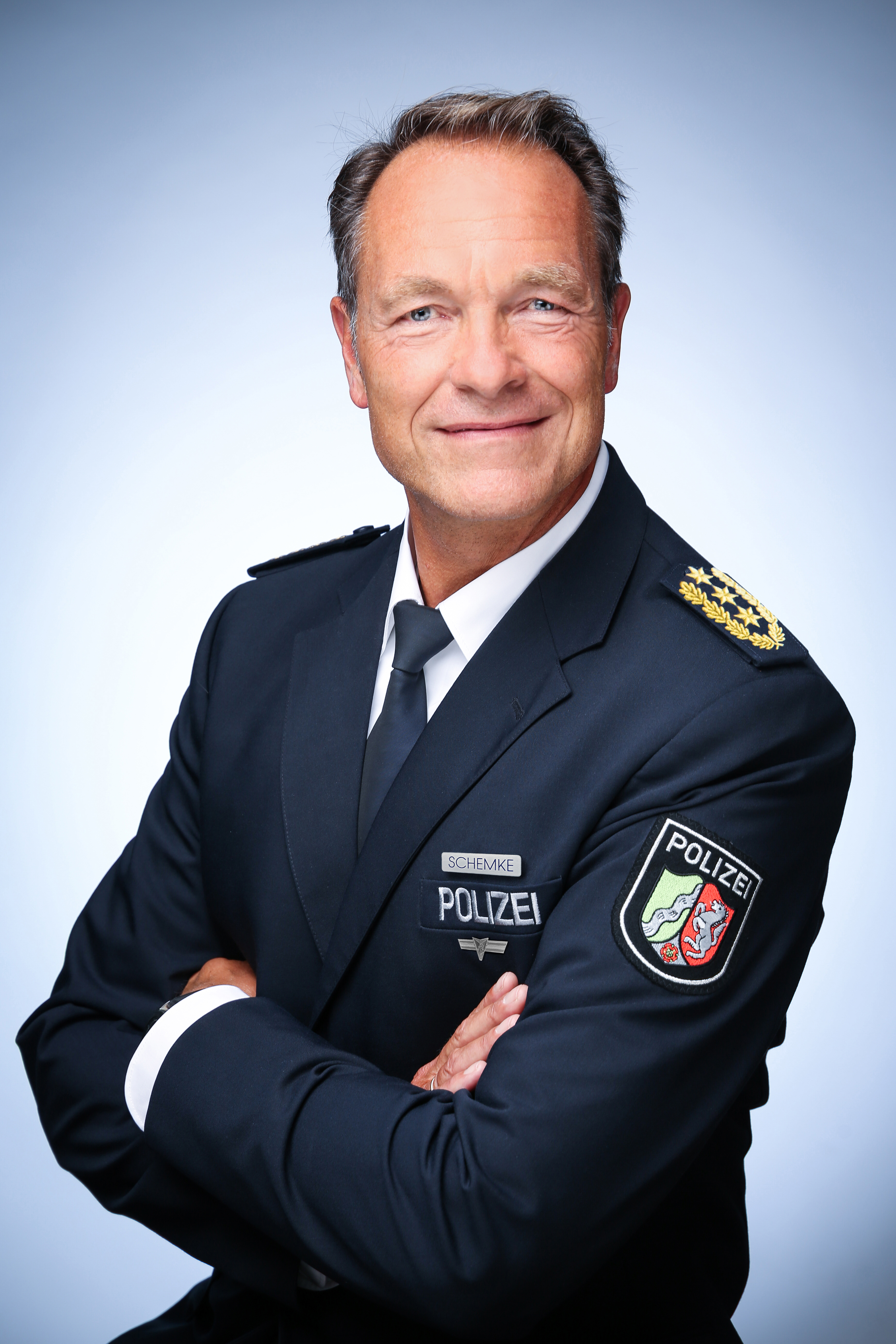
Michael Schemke, Inspekteur der Polizei NRW

## Leben
Michael Schemke trat 1977 als Polizeiwachtmeister in den Polizeidienst des Landes Nordrhein-Westfalen. In den Jahren 1980–1987 versah er seinen Dienst im mittleren Polizeivollzugsdienst. 1987 stieg er in den gehobenen Dienst, 1997 in den höheren Polizeidienst des Landes auf. Bis 2016 versah Michael Schemke verschiedene Funktionen bei der Polizei in Nordrhein-Westfalen. Er war Leiter der Spezialeinheiten im Polizeipräsidium Essen und Direktionsleiter Gefahrenabwehr/Einsatz beim Polizeipräsidium Krefeld.
Im August 2016 wechselte er in das Ministerium des Innern Nordrhein-Westfalens, zunächst als Einsatzreferent. Ein Arbeitsschwerpunkt war die Bekämpfung der Clan-Kriminalität. Im November 2019 wurde Schemke zum Inspekteur der Polizei ernannt. Damit ist er der ranghöchste uniformierte Polizeibeamte des Landes.
Er ist Vater von zwei Söhnen.